# Остельсгайм
Остельсгайм (нім. Ostelsheim) — громада в Німеччині, знаходиться в землі Баден-Вюртемберг. Підпорядковується адміністративному округу Карлсруе. Входить до складу району Кальв.
Площа — 9,23 км2. Населення становить 2463 ос. (станом на 31 грудня 2020).